# Frankie Bones
Pour les articles homonymes, voir Frank Mitchell, Mitchell et Bones (homonymie).
Frank Mitchell, plus connu sous les pseudonymes Frankie Bones, Bonesbreaks et Escape From Brooklyn, né en 1966 aux États-Unis, est un musicien et DJ américain, figure de la house music new-yorkaise, qui s'est fait connaître dans les années 1980 avec des titres comme Energy Dawn, The Future is Ours ou My House is Your House (And Your House is Mine).

## Biographie
Frank Mitchell est le frère d'Adam Mitchell, connu comme DJ sous le pseudonyme d'Adam X.
En 1987, Frankie Bones forme avec Tommy Musto le groupe Musto & Bones avec lequel il publiera en 1990 l'album The Future Is Ours.
En 1989, il forme avec Lenny Dee (l'autre moitié de son groupe Gangsters Of Freestyle), le groupe Looney Tunes et publie l'album Looney Tunes - Volume One, qui sera suivi en 1990 de Looney Tunes II.

## Discographie
- 1988 Bonesbreaks volume 1 - Hard, Raw & Raunchy Beats For D.J.'s
- 1988 Bonesbreaks volume 2 - Raw Beats For D.J.'s
- 1989 Bonesbreaks volume 3 - Dope Breaks For D.J.'s
- 1993 Past, Present, Future
- 1995 Bone Up!
- 1995 Diary of a Raving Lunatic
- 1996 Bonesbreaks volume 11
- 1998 Technolo-G
- 1998 High IQ
- 2001 5 Drum Machines, 4 Effect Processors, 3 Samplers, 2 Turntables, and 1 Mixer : Future Concepts in Underground Invention
- 2002 The Thin Line Between Fantasy & Reality
- 2002 Army Of One
- 2005 Act Like You Know
- 2010 Scene Starter